# Johannes Verhulst
Pour les articles homonymes, voir Verhulst.
Johannes Josephus Hermanus Verhulst, né le 19 mars 1816 à La Haye et mort à La Haye le 17 janvier 1891, est un compositeur néerlandais.
Aussi bien ses nombreux lieder que sa position éminente dans les institutions musicales néerlandaises de son temps, attestent de son influence considérable.

## Biographie
Enfant, Verhulst chante dans des chorales catholiques où il est rapidement repéré pour ses dons musicaux. Pendant son adolescence, il devient premier violon à la cour de Guillaume Ier des Pays-Bas. En 1836, Felix Mendelssohn, alors en vacances à Scheveningen, décide de prendre Verhulst comme élève après avoir découvert l'une de ses ouvertures orchestrales. Leur collaboration débute en 1838.
À Leipzig, Verhulst devient chef de l'orchestre de la Société des concerts Euterpe, pour laquelle il écrit sa Symphonie en mi mineur. Le roi Guillaume II des Pays-Bas lui demande de revenir à La Haye en 1842, où il écrit de nombreux lieder en langue néerlandaise. Six ans plus tard, il est nommé à la tête de la Société musicale de Rotterdam (Maatschappij tot Bevordering der Toonkunst). Pour la célébration du cinquantième anniversaire de l'institution en 1854, il parvient à attirer de nombreux musiciens très en vue, tel Franz Liszt.
Les années suivantes sont marquées par d'autres nominations prestigieuses. En 1860, il devient chef d'orchestre à la Société scientifique Diligentia de La Haye, puis en 1864 à la société Caecilia ainsi qu'à la société Felix Meritis d'Amsterdam. En accédant à ces fonctions, Verhulst acquiert un pouvoir et une influence réelle dans la vie musicale néerlandaise. Néanmoins, ses goûts conservateurs lui occasionnent des critiques, notamment lorsqu'il refuse d'exécuter les créations de musiciens tels que Berlioz, Liszt (dont il avait pourtant créé la Danse macabre en 1865, avec Hans von Bülow au piano) ou Wagner. En 1883, les refus répétés obligent ses opposants à faire engager un autre chef d'orchestre pour enfin jouer Wagner. Verhulst se retire trois ans plus tard.

## Œuvres
Verhulst a écrit de nombreux lieder dans le style de Franz Schubert et Robert Schumann, essentiellement à partir de textes dus à l'auteur néerlandais J. P. Heije. Il a aussi composé de la musique sacrée (au moins trois messes, op. 20, 50 et 55), de la musique de chambre (dont trois quatuors à cordes) et de la musique symphonique (nombreuses ouvertures, parmi lesquelles l'ouverture Gijsbrecht van Aemstel, ainsi qu'une Symphonie en mi mineur, op. 46). La plupart de ses compositions date de la période qui précède son activité de chef d'orchestre.
Robert Schumann lui a dédié son Ouverture, Scherzo et Finale pour orchestre, op. 52.
Les quatuors à cordes no 1 en ré mineur et no 2 en la bémol majeur, op. 6, ont été enregistrés en 2014 par le Utrecht String Quartet (http://utrechtstringquartet.com/webshop/38-johannes-verhulst-string-quartets-op-6).